# Rudolf Wiegmann
Pour les articles homonymes, voir Wiegmann.
Heinrich Ernst Gottfried Rudolf Wiegmann (né le 17 avril 1804 à Adensen, mort le 17 avril 1865 à Düsseldorf) est un archéologue, architecte, historien de l'art et peintre allemand.

## Biographie
Rudolf Wiegmann est le fils de Heinrich Wiegmann, lieutenant du 10e régiment d'infanterie, et de Johanne Dorothee Becker qui se marient le 7 août 1803.
Enfant, Rudolf Wiegmann et ses parents et grands-parents ont assisté au service dominical dans l'église Saint-Denis (de) d'Adensen. L'architecture gothique de cette église lui laisse une profonde impression dans son enfance. Des années plus tard, il étudie l'architecture et, de 1829 à 1842, il publie des ouvrages sur l'architecture gothique et l'arc brisé. Son ami d'enfance et d'étude est August Heinrich Andreae (de). Heinrich Wiegmann construit un petit observatoire pour eux afin que les amis puissent observer les étoiles et calculer leur orbite.
Son père Heinrich Wiegmann rejoint le 2e bataillon léger de la King's German Legion en Angleterre après la dissolution de l'armée de l'électorat de Brunswick-Lunebourg le 5 juillet 1803, où il obtient le grade de capitaine. Il tombe le 18 juin 1815 lors de la bataille de Waterloo comme adjudant du commandant de brigade Georg Carl August du Plat (de). Sa veuve reçoit une pension mensuelle de veuve du Comité de soutien de la King's German Legion.
La famille Wiegmann doit quitter Adensen pendant son enfance. La raison en est probablement que son grand-père Johann Christoph Becker a vendu le Rosenmühle avec ses maisons en 1815 et que les membres de la famille doivent donc changer de résidence.
Rudolf Wiegmann s'est intéressé très tôt à l'architecture, aux mathématiques et à l'astronomie. Il va au lycée d'Hanovre.
Rudolf Wiegmann a une première formation en architecture de l'architecte en chef d'Hanovre, Wedekind. Grâce à des cours privés, il élargit ses connaissances en mathématiques. À partir de 1823, il fréquente l'université de Göttingen avec August Heinrich Andreae et étudie l'histoire, les sciences naturelles, les sciences de l'art et l'archéologie. Il est particulièrement attiré par les conférences inspirantes de Karl Otfried Müller et a un vif intérêt pour l'histoire de l'art ancien. Après avoir terminé ses études à Darmstadt, il a une formation artistique contemporaine du conseiller principal en construction Georg Moller.
Georg Moller encourage Rudolf Wiegmann des études pratiques à Rome dans l'intention de compléter sa connaissance du monde antique, en particulier à l'Institut archéologique allemand. Le 2 janvier 1829, il commence à travailler à Rome et l'aide dans ses recherches archéologiques et ses fouilles. L'une des tâches principales de Rudolf Wiegmann est la recherche des peintures murales anciennes récemment découvertes lors des fouilles de Pompéi.

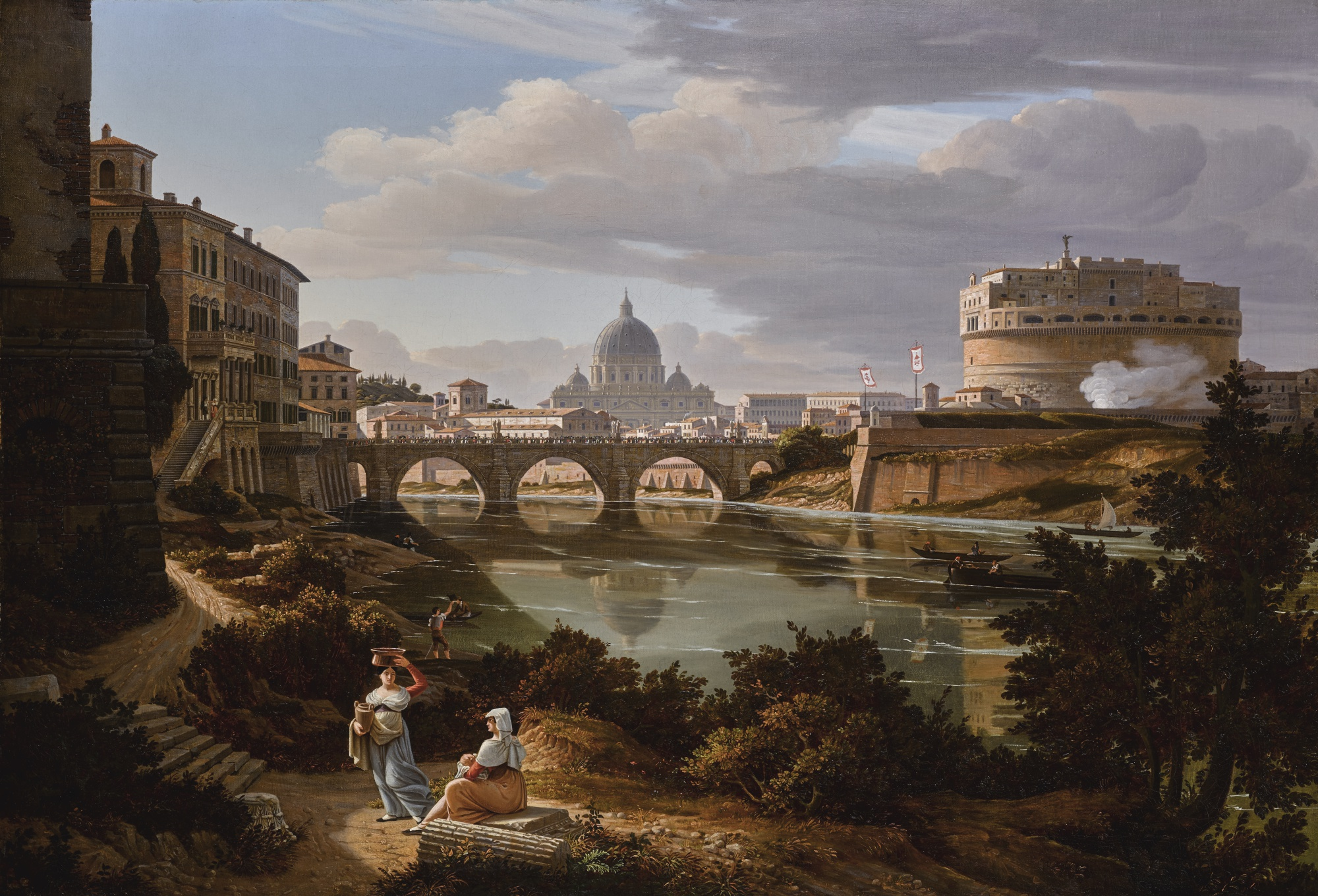
Rome, vue sur le Tibre au sud avec le fort Sainte-Angèle et la basilique Saint-Pierre, peinture à l'huile, 1834.

De retour à Hanovre en 1832, il peint des vedute à l'huile avec des motifs d'Italie et des aquarelles détaillées de bâtiments. La seule œuvre architecturale dont il s'inspire à Hanovre est la superstructure d'une voûte pour le riche citoyen Söhlmann sur le cimetière de Saint-Nicolas. Il crée également des vues de Hanovre et Herrenhausen dans des dessins, aquarelles, lithographies, gravures et peintures à l'huile. En 1835, il publie un album de Hanovre avec des vues romantiques sur six lithographies et une image de couverture, qu'il a dessinées et lithographiées de 1834 à 1835.
Il participe à l'Association d'art de Hanovre fondée par son ami Bernhard Hausmann de 1834 à 1838 et parfois plus tard dans ses expositions. Avec son ami August Heinrich Andreae, il est membre de la commission pour l'admission des œuvres à l'exposition de l'association.
Rudolf Wiegmann a une position sociale très agréable à Hanovre, une amitié intime le lie à Bernhard Hausmann, August Heinrich Andreae et Georg Osterwald (de). Comme Rudolf Wiegmann n'a trouvé aucun emploi à Hanovre, il déménage à Düsseldorf en 1835. Il étudie l'architecture et la peinture à l'académie des beaux-arts de Düsseldorf. Après la publication de son livre Die Malerei der Alten in ihrer Anwendung und Technik: insbesondere als Decorationsmalerei, une dispute éclate avec l'architecte Leo von Klenze, qui répond en partie aux résultats de Wiegmann avec Aphoristische Bemerkungen auf einer Reise in Griechenland. Rudolf Wiegmann réplique en 1839 avec son livre Der Ritter Leo von Klenze und unsere Kunst.
Rudolf Wiegmann donne des cours d'architecture à l'académie des beaux-arts de Düsseldorf à titre intérimaire à partir de 1836 et y est professeur d'architecture et de perspective de 1839 jusqu'à sa mort en 1865. Il succède à Karl Friedrich Schäffer (de). De 1846 à 1865, Rudolf Wiegmann dirige également le secrétariat académique de l'académie des beaux-arts de Düsseldorf. Cela fait de lui un proche collaborateur du directeur Wilhelm von Schadow.
Rudolf Wiegmann est avec Heinrich Hübsch (de) l'un des pionniers du style néo-roman. En mai 1838, il a l'occasion de justifier ses idées dans la conception de la nouvelle église Saint-Apollinaire de Remagen pour remplacer l'église romane en ruines, propriété de François-Egon de Fürstenberg-Stammheim depuis août 1836 qui a aussi un projet d'église néo-gothique d'Ernst Friedrich Zwirner. François-Egon de Fürstenberg-Stammheim retient le projet d'Ernst Friedrich Zwirner, car l'architecture néo-gothique est à la mode chez les catholiques tandis que le style néo-roman est en vogue chez les protestants. Le catholique François-Egon de Fürstenberg-Stammheim a un but : affirmer le catholicisme de la Rhénanie occupée par les Prussiens protestants.
Néanmoins, Rudolf Wiegmann commence sa carrière d'architecte à Düsseldorf en 1838 : la même année, il construit la maison de Wilhelm von Schadow.

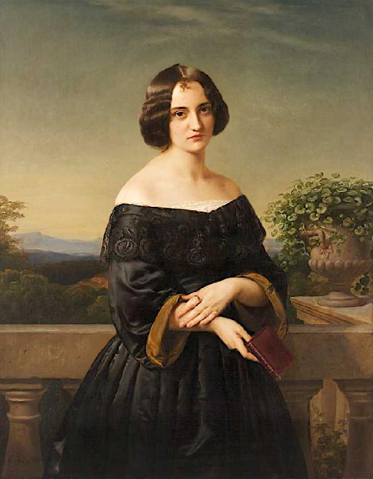
Portrait de Marie Wiegmann en 1843 par Karl Ferdinand Sohn

En 1841, Rudolf Wiegmann épouse la peintre Marie Hancke. Le mariage donne naissance à trois enfants: la fille Klara (née en 1842), le fils Arnold (né en 1846) et le fils Walter (né en 1861), qui meurt à quatre ans.
En 1839, Rudolf Wiegmann développe un nouveau type de construction pour la charpente. Cependant, le même système est inventé presque simultanément par l'ingénieur des chemins de fer français Camille Polonceau et immédiatement utilisé dans la construction de quais pour la ligne de Paris à Versailles.
En 1842, Rudolf Wiegmann propose la formation d'une association pour l'histoire de l'architecture médiévale couvrant toute l'Allemagne. De nombreuses personnalités (dont Sulpiz Boisserée, Ludwig Hoffstadt, Heinrich Hübsch (de), Georg Moller, Johann Claudius von Lassaulx, Ludwig Puttrich (de), Ferdinand von Quast, Chr. Schmidt, Karl Schnaase (en) et Friedrich August Stüler) sont prêtes à participer à l'association, mais la fondation échoue en raison du refus de l'affranchissement demandé. Un projet similaire de Johann Claudius von Lassaulx avait déjà échoué en 1837.
En 1848, Johann Peter Hasenclever, Carl Wilhelm Hübner, Emanuel Leutze, Adolph Schroedter et Rudolf Wiegmann suggèrent sans succès la création d'une nouvelle académie de Rhénanie-Westphalie.
L'école de peinture de Düsseldorf développe un art académique à cause du goût des commandes de l'État prussien. L'association des artistes de Düsseldorf (de) et Malkasten, à laquelle appartient Rudolf Wiegmann de 1851 à 1853 et de 1859 à 1865, sont des organisations d'artistes indépendants de l'académie, à qui le marchand d'art Eduard Schulte permet une exposition permanente d'art et son propre accès au marché de l'art en 1850.
En 1864, Rudolf Wiegmann est mis en minorité dans la Düsseldorfer Kunstverein dont il est membre du bureau. Il démissionne et meurt peu après.
Après sa mort pour son 61e anniversaire, le 17 avril 1865, sa veuve prend une fille adoptive la même année, Auguste Bettauer, appelée Else Wiegmann. Son fils Arnold meurt le 6 août 1870 lors de la bataille de Forbach-Spicheren.